# Евровидение. Национальный отбор
Евровидение. Национальный отбор — музыкальный конкурс, организованный телекомпанией НОТУ (совместно с «СТБ»), который определяет представителя Украины на песенном конкурсе Евровидение. В первый же год совместного проведения с «СТБ» шоу установило рекорд Украины по смс-голосованием, получив 344 268 уникальных голосов, из которых 37,77 % поддержало Джамалу. НОТУ обеспечивает онлайн-трансляцию для иностранцев с англоязычным комментатором. С 2018 по 2020 годы все прямые эфиры нацотбора на Евровидение транслировались в прямом эфире на телеканалах «СТБ», «Первый» и в Интернете.
В 2021 году было заявлено, что конкурс в 2022 году в привычном формате не состоится. Телеканал «СТБ» и национальный вещатель «Первый» прекратили сотрудничество и в дальнейшем «СТБ» прекращает принимать участие в национальном отборе, а также более не является вещателем основного конкурса. В 2022 год национальный отбор ограничивается только финалом, трансляцию которого осуществляет национальный вещатель «Первый».

## Правила

### Предварительный отбор
Для участия в национальном отборе необходимо представить исключительно авторскую песню, которая никоим образом не была обнародована до 1 сентября предыдущего года. Участие во всеукраинском предварительном отборе можно брать двумя способами: направить заявку на участие по форме, приведенной на сайтах ЗАО «ММЦ-СТБ» и НТКУ или прийти в место проведения отбора в одном из шести городов Украины (Запорожье, Харьков, Одесса, Львов, Днепр, Киев).
Один из финалистов отбора определяют по результатам онлайн-голосования. Лица, желающие воспользоваться этой возможностью, должны выбрать соответствующую опцию на сайте при подаче анкеты, сделает анкету и материалы, указанные на сайте как обязательные, доступными для просмотра всем посетителям сайта.
Посетители сайта могут голосовать за любого участника онлайн отбора путём проставления «лайков» под анкетой соответствующего участника. Голосование могут осуществлять только посетители сайта, находятся на территории Украины. Голосование из других стран невозможно. Подача заявок для онлайн-голосования осуществляется с 1 сентября по 10 января. В этот период каждый желающий может прислать свою анкету.

### Полуфинал
Полуфинал состоит из четырёх или трёх туров и финального тура с объявлением победителя. В каждом туре принимают участие от 7 до 12 участников, таким образом, каждый из победителей 1-го этапа может участвовать в одном туре полуфинала.
После завершения выступления каждого участника 2-го этапа отбора, члены жюри имеют право прокомментировать выступление, высказать свои пожелания и дать советы. К следующему этапу отбора проходят участники полуфинала, которые определяются жюри и зрителями отбора совместно. Объявление победителей полуфинала осуществляется в день проведения того или иного полуфинала. В результате проведения полуфиналов избираются от 7 до 12 победителей полуфинала, по 2-3 победители каждого из туров полуфинала.
Полуфинал отбора транслируется в прямом эфире телеканалов «СТБ» и «UA: Первый».
В 2022 году организацией и трансляцией отбора занимался только основной вещатель «UA: Первый», в связи с чем полуфиналы были отменены.

### Финал
К участию в финале допускаются только победители полуфинала. Единственным победителем финала, который будет представлять Украину на конкурсе Евровидение, признается участник финала, который определяется жюри и зрителями отбора совместно по правилам, будут[когда?] объявлены дополнительно в прямом эфире финала отбора. Объявление победителя осуществляется в прямом эфире финала.
Финал отбора транслируется в прямом эфире телеканалов «СТБ» и «UA: Первый». С 2022 года только «UA: Первый».

## Судьи
| Судьи              | Год  | Год  | Год  | Год  | Год  | Год  | Год  | Год  | Год  |
| Судьи              | 2016 | 2017 | 2018 | 2019 | 2020 | 2022 | 2023 | 2024 | 2025 |
| ------------------ | ---- | ---- | ---- | ---- | ---- | ---- | ---- | ---- | ---- |
| Андрей Данилко     |      |      |      |      |      |      |      |      |      |
| Константин Меладзе |      |      |      |      |      |      |      |      |      |
| Руслана Лыжичко    |      |      |      |      |      |      |      |      |      |
| Джамала            |      |      |      |      |      |      |      |      |      |
| Евгений Филатов    |      |      |      |      |      |      |      |      |      |
| Тина Кароль        |      |      |      |      |      |      |      |      |      |
| Виталий Дроздов    |      |      |      |      |      |      |      |      |      |
| Ярослав Лодыгин    |      |      |      |      |      |      |      |      |      |
| Тарас Тополя       |      |      |      |      |      |      |      |      |      |
| Юлия Санина        |      |      |      |      |      |      |      |      |      |
| Сергей Танчинец    |      |      |      |      |      |      |      |      |      |
| Екатерина Павленко |      |      |      |      |      |      |      |      |      |

## Победители
| Год  | Исполнитель                | Песня                                                   | Результат на «Евровидении»                                                               |
| ---- | -------------------------- | ------------------------------------------------------- | ---------------------------------------------------------------------------------------- |
| 2016 | Джамала                    | «1944»                                                  | 1 место (534 балла)                                                                      |
| 2017 | O.Torvald                  | «Time» (Время)                                          | 24 место (36 баллов)                                                                     |
| 2018 | MELOVIN                    | «Under The Ladder» (Под лестницей)                      | 17 место (130 баллов)                                                                    |
| 2019 | MARUV                      | «Siren Song» (Песня сирены)                             | Отказалась от участия                                                                    |
| 2020 | Go A                       | «Solovey» (Соловей)                                     | Конкурс отменён                                                                          |
| 2021 | Go A                       | «Shum» (Шум)                                            | 5 место (364 балла)                                                                      |
| 2022 | Алина Паш                  | «Shadows of Forgotten Ancestors» (Тени забытых предков) | Отстранена от участия (вместо неё выступила группа Kalush Orchestra с песней «Stefania») |
| 2023 | TVORCHI                    | «Heart of Steel» (Сердце из стали)                      | 6 место (243 балла)                                                                      |
| 2024 | Alyona Alyona и Jerry Heil | «Teresa & Maria» (Тереза и Мария)                       | 3 место (453 балла)                                                                      |
| 2025 | Ziferblat                  | «Bird of Pray» (Птица молитвы)                          | 9 место (219 балла)                                                                      |

## Скандалы
После появления информации о том, что в Национальном отборе на Евровидение-2022 будет принимать участие Алина Паш, многие обвинили её в нарушении правил, аргументируя тем, что в 2015 году она попала в Крым через Россию, что запрещено правилами отбора.
Во время Национального отбора на Евровидение-2022 во время голосования присутствовали технические неполадки: были перепутаны баллы участников Cloudless, Our Atlantic, Barleben и Michael Soul. Также пропала таблица результатов. После этого, «Суспiльне» заподозрили в фальсификации результатов, а группа KALUSH заявила что подаст в суд на «Суспiльне», потому что они уверены в фальсификации результатов и считают, что победили они. По состоянию на 15 февраля 2022 года, контракт с Алиной Паш на участие в 66-м конкурсе песни Евровидение-2022 ещё не подписан. 16 февраля 2022 года в своём Instagram Алина Паш заявила, что отказывается от участия в конкурсе.

## Награды
В 2016 году шоу выиграло премию «Телетриумф».